# Essentukskaja
Essentukskaja (in russo Ессентукская?) è un insediamento rurale (stanica) della Russia europea meridionale, situato nel Territorio di Stavropol'; è il centro amministrativo del distretto Predgornyj.
Si trova sulla riva destra del fiume Podkumok, di fronte alla città di Essentuki, 210 km a sud-est di Stavropol'.